# Anne Klein
Anne Klein   (Brooklyn, 3 d'agost de 1923 - Nova York, 19 de març de 1974) va ser una dissenyadora de moda estatunidenca, que va llançar una marca de roba homònima.
Va néixer com a Hannah Golofski, filla d'Esther i Morris Golofski, que era propietari d'una flota de taxis. Mentre estudiava art a la Girls' Commercial High School, va descobrir el seu interès pel disseny. Aviat va obtenir una beca per assistir a la Traphagen School of Design de Nova York, i va començar a treballar en una primera feina a la indústria de la confecció amb Varden Petites, on redissenyà la col·lecció de la firma i va introduir un nou estil de roba de prêt-à-porter per a dones joves que es coneixeria com a "Junior Miss".
El 1940, quan començava a fer-se un nom com a dissenyadora, es va posar a dissenyar per a Maurice Rentner, que produïa dissenys de prêt-à-porter per a homes i dones. El 1944 es va unir a Bonnie Cashin i Claire McCardell per formar un trio de disseny femení que va establir les bases de la roba esportiva nord-americana.
El 1948 es va casar amb el fabricant de roba Ben Klein, amb qui va llançar la línia de roba Junior Sophisticates, que oferia un nou estil per a dones joves amb figures petites. Anne Klein en va ser la dissenyadora principal fins al 1960, en què es divorcià del seu marit. Va treballar aleshores com a dissenyadora independent, revitalitzant línies conegudes però vacil·lants, com els abrics de Pierre Cardin i Evan-Picone. Aquesta feina autònoma va ajudar a finançar l'obertura el 1963 de l'Anne Klein Studio al carrer 57. També el 1963 es va casar amb Matthew Rubenstein, i el 1968 van fundar Anne Klein & Company al carrer 39, en col·laboració amb l'inversor Gunther Oppenheim, un incondicional de la indústria de la moda. Els deu anys següents van veure una expansió del negoci i del producte, amb més de 750 grans magatzems i botigues a tot Amèrica venent els seus dissenys.
El 1970, Klein va obrir la primera botiga de disseny, l'Anne Klein Corner a Saks Fifth Avenue, de Nova York.
Després de la mort d'Anne Klein, el 1974, Donna Karan i Louis Dell'Olio es van fer càrrec de la direcció de disseny de l'empresa. Des de juliol de 2019, Anne Klein és una empresa privada propietat de WHP Global.

## Reconeixements
Va ser la primera dissenyadora de moda després de Coco Chanel a adaptar els estils de roba dels homes a la producció i el disseny de vestits per a dones.
A partir del 1954 amb el premi al mèrit Mademoiselle, Anne Klein va començar a guanyar premis de moda i va obtenir reconeixement internacional. En els anys següents va rebre diversos premis, com el premi Neiman-Marcus Fashion Award, l'any 1959, que la va portar al reconeixement internacional com a dissenyadora de moda. El 1961 va formar part d'un grup selecte que va guanyar el premi American Creativity Award. El 1964 va rebre el premi Lord & Taylor Rose.
El 1973 va participar en la Batalla de Versalles, una desfilada de moda competitiva formada per cinc dissenyadors nord-americans contra cinc dissenyadors francesos –entre els quals era l'única dona– amb la intenció de recaptar diners per a les renovacions a Versalles.